# Ian Abercrombie
Ian Abercrombie, né le 11 septembre 1934 à Grays, dans le comté d'Essex, au (Royaume-Uni), et mort le 26 janvier 2012 à Los Angeles, en Californie, aux (États-Unis), est un acteur britannico-américain.

## Biographie
Il monte sur scène à Londres, aux Pays-Bas, en Irlande et en Écosse, avant d'arriver aux États-Unis, en 1951, à l'âge de 17 ans.
Il commence sa carrière américaine à 21 ans, en 1955, dans une production théâtrale inspirée de Stalag 17, en donnant la réplique à Jason Robards, de 12 ans son aîné. Ce n'est que dix ans après, en 1965, que son nom commence à apparaître au cinéma.

### Mort
L'artiste décède à Hollywood d'une insuffisance rénale, à l'âge de 77 ans.

## Filmographie
- 1965 : L'Express du colonel Von Ryan (Von Ryan's Express) : English POW
- 1968 : Star! : Cockney Singer in Brixton Music Hall
- 1969 : On achève bien les chevaux (They Shoot Horses, Don't They?) : Male Dancer #74
- 1970 : Sole Survivor (en) de Paul Stanley (téléfilm) : Copilote britannique
- 1970 : Traître sur commande (The Molly Maguires) : Stock Actor
- 1972 : The Hound of the Baskervilles (téléfilm) : Train Conductor
- 1972 : Tout ce que vous avez toujours voulu savoir sur le sexe sans jamais oser le demander (Everything You Always Wanted to Know About Sex * But Were Afraid to Ask) : Bernardo
- 1972 : Columbo : S.O.S. Scotland Yard (Columbo: Dagger of the Mind) (téléfilm) : Sidney (Party Guest)
- 1972 : The Woman I Love (téléfilm) : English News Reporter
- 1973 : Wicked, Wicked (en) de Richard L. Bare : Eddie, Room Service Waiter
- 1974 : The Questor Tapes (en) (téléfilm) : Charlie
- 1974 : Frankenstein Junior (Young Frankenstein) : Second villager
- 1974 : L'Île sur le toit du monde (The Island at the Top of the World) : Train Conductor
- 1976 : Panache (téléfilm) : Cabbage Vendor
- 1976 : High Risk (téléfilm) : Major-domo
- 1977 : L'Île fantastique (Fantasy Island) (téléfilm) : Bartender
- 1977 : Eleanor and Franklin: The White House Years (en) (téléfilm) : Whiting
- 1977 : The San Pedro Bums (en) (téléfilm) : Crazed shopper
- 1977 : L'Homme qui valait trois milliards (The Six Million Dollar Man) (série télévisée) (saison 5 épisode 10) : 2ème homme du van
- 1978 : The Dancing Princesses (téléfilm) : Royal Cobbler
- 1978 : Sextette : Rex Ambrose
- 1978 : Keefer (téléfilm) : Rudy
- 1978 : The Bastard (téléfilm) : Deserter
- 1978 : Little Mo (en) (téléfilm) : Dr Noyes
- 1979 : Backstairs at the White House (feuilleton TV) : British Valet
- 1979 : Le Prisonnier de Zenda (The Prisoner of Zenda) de Richard Quine : Johann
- 1979 : S.O.S. Titanic (téléfilm) de William Hale : Deck steward
- 1980 : The Happy Hooker Goes Hollywood (en) d'Alan Roberts : Denis
- 1981 : Getting Even : M.. Kenwood
- 1981 : La Plage sanglante (Blood Beach) de Jeffrey Bloom (en): Man in Mayor's Office
- 1982 : Marian Rose White (téléfilm) : Lord Bates
- 1983 : Journey's End (téléfilm)
- 1984: madame est servie saison 1 épisode 16 le majordome Leo
- 1984 : Les Guerriers des étoiles (The Ice Pirates) de Stewart Raffill : Hymie
- 1984-1985 : Santa Barbara ("Santa Barbara") (série télévisée) : Phillip, the Capwell butler
- 1985 : First the Egg (téléfilm) : Father
- 1985 : Kicks (téléfilm) : Barnes
- 1985 : Hostage Flight (téléfilm) : Scotland Yard Supervisor
- 1986 : Last Resort de Zane Buzby (en) : Maître D'
- 1986 : Le Temple d'or (Firewalker) de J. Lee Thompson : Boggs
- 1987 : Flicks : Dr Osborne
- 1987 : Frog (en) (téléfilm) : Dr Fritsky
- 1988 : Catacombs (en) David Schmoeller : Brother Orsini
- 1988 : Les Orages de la guerre (War and Remembrance) (feuilleton TV) : Vice-Adm. Rodney
- 1989 : Dark Holiday (téléfilm) : Captain
- 1989 : Warlock de Steve Miner : Magistrate #1
- 1990 : L'Exorciste en folie (Repossessed) de Bob Logan (en) : Iced Tea Waiter
- 1991 : Rolling Thunder
- 1991 : Zandalee de Sam Pillsbury : Louis Medina
- 1991 : Puppet Master III : La Revanche de Toulon (Puppet Master III: Toulon's Revenge) de David DeCoteau: Dr Hess
- 1992 : Flash III: Deadly Nightshade (vidéo) : Skip
- 1992 : L'Œil public (The Public Eye) d'Howard Franklin: M.. Brown
- 1993 : Evil Dead 3 : L'Armée des ténèbres (Army of Darkness) de Sam Raimi : Wiseman (Wiseman John in the script)
- 1993 : Grief de Richard Glatzer: Stanley
- 1993 : Les Valeurs de la famille Addams (Addams Family Values) de Barry Sonnenfeld : Driver
- 1963 : Hôpital central ("General Hospital") (série télévisée) : Clive Durban (1993)
- 1994 : At the Movies II de Dean Parisot : Maître D
- 1994 : Trou de mémoire (Clean Slate) de Mick Jackson : Leader
- 1994 : Test Tube Teens from the Year 2000 d'Ellen Cabot : Prof. Dorn
- 1994 : Babylon 5 (série télévisée): Ambassadeur Correlilmurzon
- 1995 : From the Mixed-Up Files of Mrs. Basil E. Frankweiler (en) (téléfilm) : Parks
- 1996 : La Légende de Johnny Misto (Johnny Mysto: Boy Wizard) de Jeff Burr : Merlin
- 1996 : Morsures (Rattled) (téléfilm) : Dr Remsen
- 1996 : Vengeance à double face (A Face to Die For) (téléfilm) : M.. Sturetsky
- 1997 : Le Monde perdu : Jurassic Park (The Lost World: Jurassic Park) de Michael Crichton : Hammond's Butler
- 1997 : La Souris (Mousehunt) de Gore Verbinski : Auctioneer
- 1999 : Wild Wild West de Barry Sonnenfeld : British dignitary
- 1999 : Endgame de Pete Travis : The Narrator (voix)
- 2000 : Megalomania de Jeff Broadstreet : Julius C. Saurian
- 2000 : Jack Frost 2: Revenge of the Mutant Killer Snowman (en) (vidéo) : Psychiatrist
- 2001 : Blasphemy the Movie de John Mendoza : Zeus
- 2002 : Les Anges de la nuit (Birds of Prey) (série télévisée) : Alfred Pennyworth
- 2003 : Nip/Tuck Saison 1 épisode 13, Volte-face (téléfilm) : M.. Parks
- 2003 : Chromiumblue.com de Zalman King et Scott Sampler : Sir George
- 2004 : Scooby-Doo 2 : Les monstres se déchaînent (Scooby Doo 2: Monsters Unleashed) de Raja Gosnell : Brainiac (voix)
- 2004 : Charmed Saison 6 épisode 19, Le Tribunal (téléfilm) : Aramis
- 2004–2012 : Desperate Housewives (téléfilm) : Rupert Cavanaugh, le majordome de Ian Hainsworth
- 2005 : Trust Me : Teitelbaum
- 2005 : Marilyn Hotchkiss' Ballroom Dancing and Charm School : Evrin Sezgin
- 2005 : The L.A. Riot Spectacular (en) de Marc Klasfeld (en) : Auctioneer
- 2005 : Hard Four : Jack Ermine
- 2006 : Garfield 2 (Garfield: A Tail of Two Kitties) de Tim Hill : Smithee
- 2006 : Inland Empire de David Lynch : Henry, le majordome
  - 2008 : Star Wars: The Clone Wars (film d'animation) de Dave Filoni : Chancelier Palpatine (voix)
- 2007-2012 : Les Sorciers de Waverly Place (téléfilm) : Professeur Crumbs
- 2008-2013 : Star Wars: The Clone Wars (série d'animation) de Dave Filoni : Chancelier Palpatine (voix)
- 2011 : Rango de Gore Verbinski : Ambrose (voix)
- 2011 : Childrens Hospital (série télévisée) : majordome (saison 3 épisode 1)